# Cagliari
Cagliari (kiejtése: [kaˈʎːaːri], szárd nyelven Casteddu [kasˈteḍːu]) Szardínia szigetének fővárosa és Cagliari megye központja Olaszországban. Lakosainak száma 170 000, de a hozzá tartozó településekkel (Elmas, Pirri, Selargius, Monserrato, Quartucciu, Quartu Sant'Elena) együtt eléri a 300 000 főt.

## Földrajza
Cagliari Szardínia szigetének déli részén helyezkedik el, a Golfo degli Angeli (Angyalok öble) középpontjában. Keleten a Sette Fratelli hegyláncaival, nyugaton a Capoterra hegyeivel, északon a Campidano-síksággal határos. Csakúgy mint Róma, Lisszabon, Isztambul és Komló, Cagliari is hét dombra épült, amelyek ma a város egyes negyedeit alkotják: Castello, Tuvu Mannu, Tuvixeddu, Monte Claro, Monte Urpinu, Colle di Bonaria, Colle di San Michele.

## Éghajlata
A város éghajlata jellegzetesen mediterrán, enyhe telekkel, és meleg, száraz nyarakkal. A nyári extrém legmagasabb hőmérséklet kevéssel haladja meg a 40 °C -ot, míg a téli hőmérséklet csak nagyon ritkán süllyed 0 °C alá.
| Hónap                               | Jan. | Feb. | Már. | Ápr. | Máj. | Jún. | Júl. | Aug. | Szep. | Okt. | Nov. | Dec. | Év   |
| ----------------------------------- | ---- | ---- | ---- | ---- | ---- | ---- | ---- | ---- | ----- | ---- | ---- | ---- | ---- |
| Átlagos max. hőmérséklet (°C)       | 14,4 | 15,0 | 17,1 | 19,5 | 23,8 | 28,2 | 31,4 | 31,7 | 27,9  | 23,7 | 18,8 | 15,5 | 22,3 |
| Átlagos min. hőmérséklet (°C)       | 5,4  | 5,5  | 7,2  | 9,4  | 13,1 | 16,8 | 19,7 | 20,2 | 17,5  | 14,1 | 9,9  | 6,8  | 12,2 |
| Átl. csapadékmennyiség (mm)         | 41   | 40   | 34   | 42   | 21   | 10   | 3    | 8    | 36    | 49   | 63   | 50   | 395  |
| Havi napsütéses órák száma          | 150  | 163  | 209  | 218  | 270  | 311  | 342  | 321  | 243   | 209  | 150  | 127  | 2713 |
| Forrás: meteo-climat-bzh.dyndns.org |      |      |      |      |      |      |      |      |       |      |      |      |      |

## Története
A város környéke már a történelem előtti időkben is lakott volt. Területét két mocsár határolta, más irányból pedig erdővel borított hegyek védték, így mindig kedvező letelepedési helyet nyújtott a kor emberének. Ezt bizonyítják azok a leletek, melyeket Monte Claro hegyen és Sant'Elia foknál találtak.

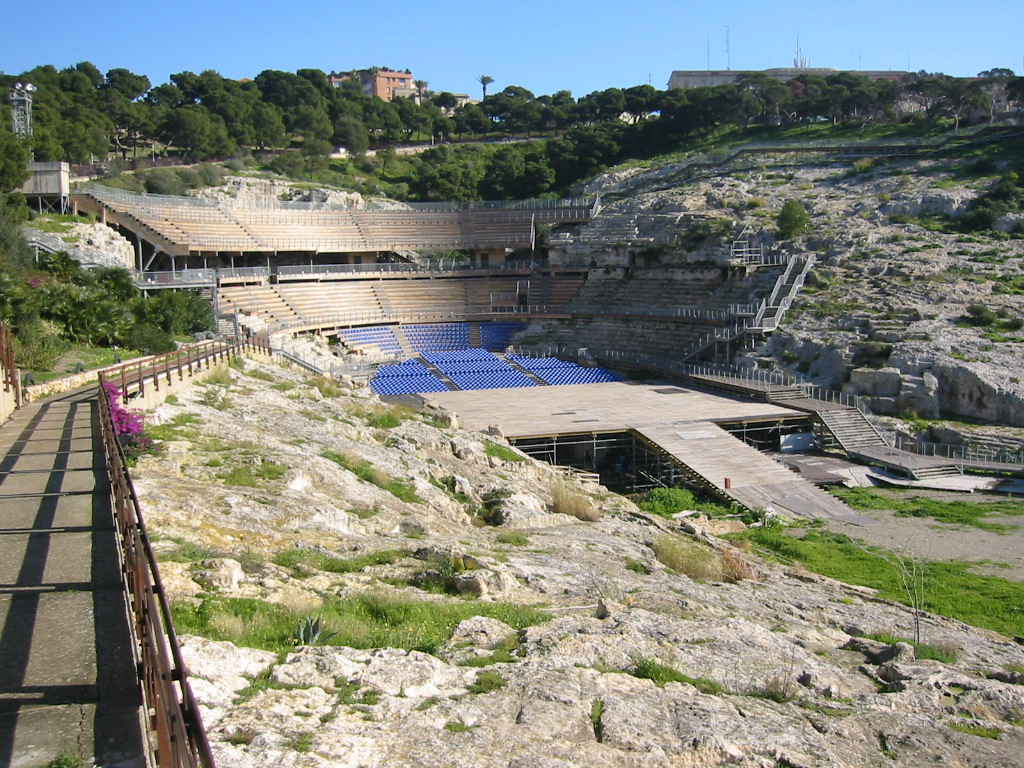
A római amfiteátrum

A települést a föníciaiak alapították az i. e. 7. században és Sulcis, Nora, Tharros városokhoz hasonlóan a szardíniai kereskedelmi kolóniák egyike volt. A föniciaiakat a karthágóiak követték, majd i. e. 238-ban, amikor Róma legyőzte Karthágót a Római Köztársaság része lett. Később a vandálok foglalták el, majd a Bizánci Birodalom része lett. Ezután Karalis független állam, királyság úgynevezett "judikátus (giudicato)" fővárosa lett, melyet a helyi király "judex (giudice)", szó szerint a bíró, de Szardínián ez király jelentéssel bírt, irányított. Ebben az önálló időszakában a várost gyakran fenyegették a tenger felől mór kalóztámadások, ezért csaknem elnéptelenedett. Sokan elhagyták a várost és távolabb a tengertől a Santa Gilla mocsár közelében új települést alapítottak. A Karalis giudicato kiterjedt a Campinado-síkság nagy területére a Sulcis vidék ásványkincseire és az Oligastra hegyvidékre. Karalison kívül még három független királyság (judikátus/giudicato) volt Szardínián: északnyugaton Torres, északkeleten Gallura és a legtovább létezett és leghíresebb Arborea Oristano fővárossal.
A 11. században Pisa, amely már korábban megszerezte a Sulcis vidéket, meghódította Karalist is és újjáépítette Gagliari városát. Pisa ekkor Amalfi, Genova és Velence mellett egyike volt annak négy itáliai tengeri köztársaságnak, amelyek ellenőrzésük alatt tartották a Földközi-tenger térségét és annak kereskedelmi útjait. Szardínia Pisa és Genova érdekszférájába tartozott, melyek innen ellenőrizték az Itáliából Észak-Afrikába menő kereskedelmi utak egy részét.
A város Castello negyedét körülvevő erődítmények egy részét a pisaiak építették, melyek közül a legnevezetesebbek a Giovanni Capula által tervezett két fehér mészkőből épített torony. Castello negyeden kívül még Marina (a kikötővel), Stampace és Villanova nevű részekből áll a város. Ezek közül Marina és Stampace falakkal is meg volt erősítve, míg Villanova, ahol nagyrészt parasztok laktak nem rendelkezett védelemmel.
A 14. században egy, a pisaiakkal vívott csata után Cagliarit meghódította az Aragóniai Királyság és amikor a teljes sziget ellenőrzésük alá került Cagliari (melyet akkor katalánul Càllernek neveztek) a szardíniai alkirályság fővárosa lett. Az egységes Spanyol Királyság létrejöttével a város is ennek része lett. A spanyol uralom a város és a sziget hanyatlásának időszaka volt.
A 18. századi rövid osztrák uralom után 1720-ban Cagliari Szardíniával együtt a Savoyai-ház uralma alá került, akik felvették a Szardínia királya címet. A Szardíniai Királyság Szardínia mellett magában foglalta Savoyát, Nizzát, Piemontot és Liguriát is. Székhelye azonban nem Szardínián, hanem a kontinensen Torinóban volt. Itt volt a királyi udvar és a parlament is. A 18. század végén a francia forradalom után stratégiai szerepe miatt Franciaország megpróbálta meghódítani Cagliarit is. A francia hadsereg Poettonál szállt partra és Cagliari felé tört előre, a szardíniaiak azonban megverték a franciákat és megvédték földjüket. Cagliari népe remélte, hogy a győzelem jutalmául engedményeket kap a királytól, amikor azonban a király kéréseiket megtagadta fellázadtak és elűzték a királyi tisztségviselőket. Ezt az eseményt azóta is Szardínia napjaként ülik meg minden év áprilisának utolsó hétvégéjén. Rövid önkormányzati időszak után a Savoyaiak visszaszerezték az ellenőrzést a város felett.
Az 1870. évi olasz egyesítés után a város gyors növekedésnek indult. Sok kiemelkedő épületet emeltek ebben az időszakban, melyekben keveredett a hagyományos szardíniai építészet a modern irányzatokkal. Ilyen például a fehér márványból épített városháza is.
A várost a második világháború alatt 1943 februárjában heves szövetséges bombatámadás érte, ekkor sokan menekültek el a városból a biztonságosabb falvakba. Az olasz fegyverszüneti kérelmet követően a várost és a szigetet német csapatok szállták meg, de hamarosan visszavonultak, hogy a Róma felé előretörő szövetségesekkel szemben koncentrálják erőiket. Ekkor az amerikai hadsereg vette ellenőrzése alá a szigetet. A sziget repülőterei fontos támaszpontot jelentettek a háború végéig a szövetségesek számára. A háború után a népesség gyors növekedésnek indult és új, korszerű lakónegyedek és háztömbök épültek.

## Nevezetességei

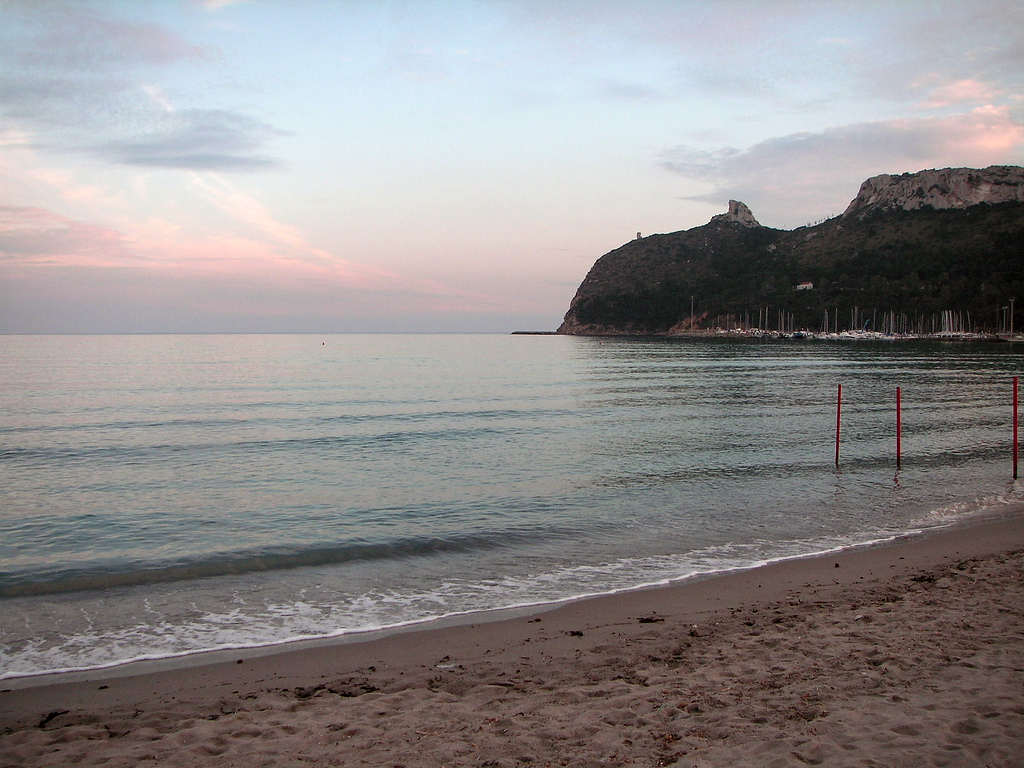
A Poetto a háttérben az „ördögnyereggel” (Sella del diavolo)

- A város legrégibb része a Castello dombtetőn fekszik, ahonnan csodálatos kilátás nyílik a Cagliari-öbölre. A városfalak legnagyobb része ma is teljesen ép és két 13. századi fehér mészkőtorony a Sant Pacras és az Elefánt torony erősíti. Ez a helyben bányászott mészkő az alapanyaga a városfalnak és sok régi városi épületnek is.
- Castelloban található a székesegyház, melynek barokk homlokzatát az 1930-as években az eredeti középkori pisai építészeti stílusban építették át, így a templom visszakapta eredeti alakját.
- A székesegyház közelében áll a korábbi tartományi kormányzói palota, mely 1900 előtt volt a sziget kormányzóinak székháza.
- Castellóban áll a Szardíniai Régészeti Múzeum hatalmas gyűjteménnyel, melyek közül kiemelkedik a történelem előtti anyag.
- A római uralom kiemelkedő emléke az amfiteátrum, mely egyedülálló a világon abban a tekintetben, hogy a helyi mészkősziklákba vájták. Az amfiteátrum nyaranta ma is koncertek és operaelőadások helyszíne.
- A városban megtalálható az 1930-as évek fasiszta neoklasszicizmusának néhány vitatott példája, ilyen a Palazzo della Giustizia az igazságügyi palota épülete. Az épület közelében hatalmas park található fenyőfákkal és mesterséges tavakkal. A park egy része egy dombra nyúlik fel, ahonnan nagyszerű kilátás nyílik a Castellóra, az öbölre és a környező mocsarakra.
- Cagliari rendelkezik Olaszország egyik leghosszabb tengerpartjával. A Poetto 13 km hosszú és kitűnő homokos strandjáról híres.
- A Saint Remy bástya a 19. század végén épült a város 14. századi falaira, és egyesíti a Castello negyedet Villanovaval és Marinaval
- A város ideális környezetet nyújt a vitorlázáshoz, a természetjáráshoz és a szabadtéri sportokhoz. Éghajlata enyhe, melyet gyakran frissít az északnyugati szél. Közelében a számos gyönyörű partszakasz éppúgy megtalálható, mint a hatalmas erdőkkel borított hegyek.
- Cagliari sajátos gasztronómiai tradíciókkal is rendelkezik, melyet a tenger gyümölcseiből és halaiból elkészített ízletes tálak képviselnek. A helyi konyhában érződik a régi idők spanyol hatása is. A különlegességekhez kitűnő helyi borokat szolgálnak fel.

## Sport
Cagliari az otthona a Cagliari Calcio labdarúgócsapatának. A csapat 1920-ban született, jelenleg (2012) az olasz első osztályban (Serie A) játszik. A hazai meccseknek a Stadio Is Arenas stadion ad otthont, amelyet eredetileg egy helyi kisebb klub használt, ám 2012-ben, a Sant'Elia stadion felújítása körüli botrány miatt a csapat ide költözött. A Cagliari az 1969-1970-es idényben megnyerte az olasz bajnokságot, az első nem észak-vagy közép-olaszországi csapatként. A bajnokság során a Cagliari csak két meccset vesztett és 11 gólt kapott. A bajnokcsapat hat játékosa (Enrico Albertosi, Pierluigi Cera, Angelo Domenghini, Sergio Gori, Comunardo Niccolai és Luigi Riva) meghívást kapott a válogatottba, és főszereplői lettek az 1970-es mexikói világbajnokságnak, ahol a válogatott második helyezést ért el.